# Brokax
Brokax (Bartsia trixago) är en snyltrotsväxtart som beskrevs av Carl von Linné. Brokax ingår i släktet svarthösläktet, och familjen snyltrotsväxter. Inga underarter finns listade i Catalogue of Life.

## Bildgalleri

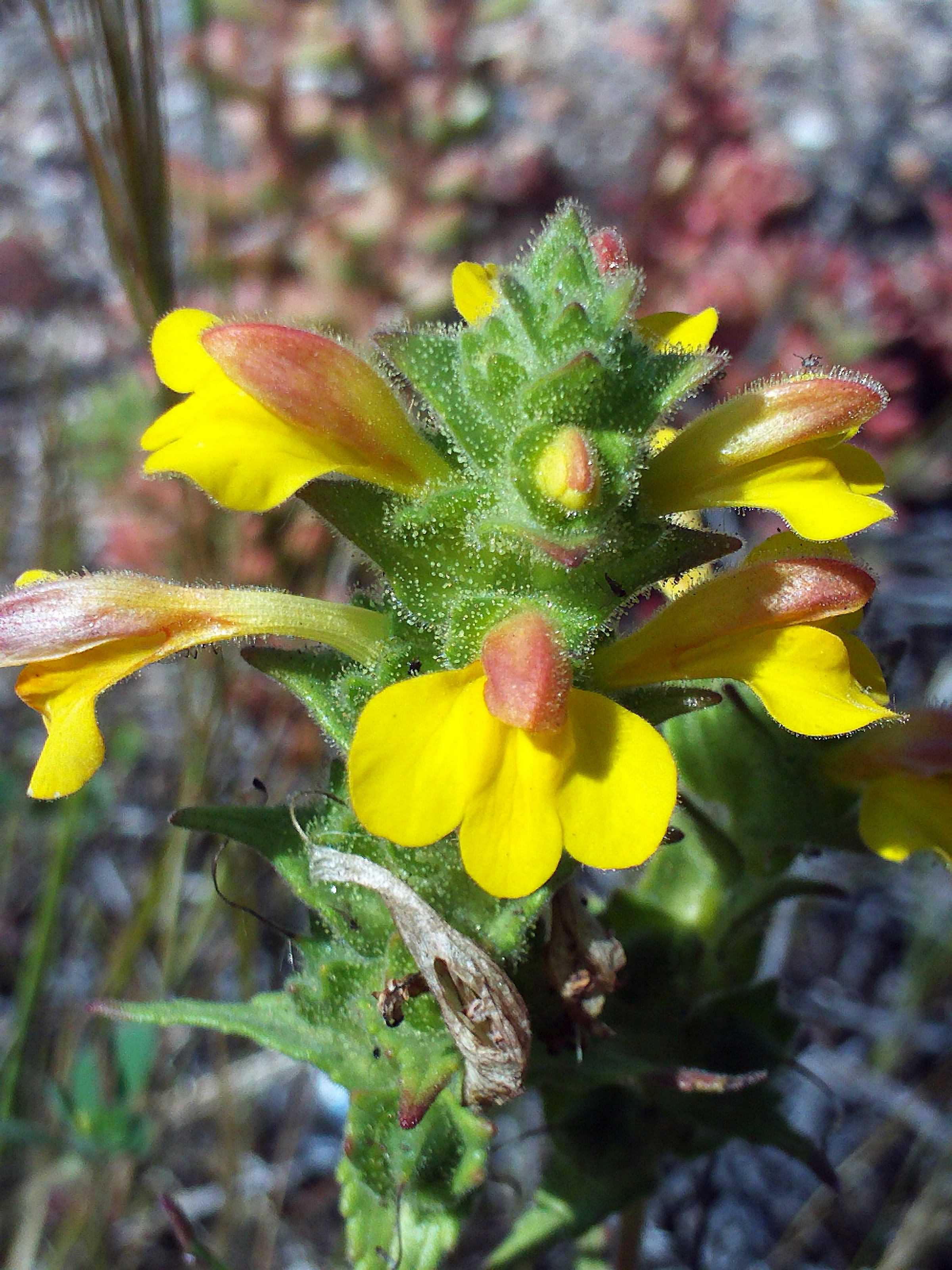